# Mein Schatz ist ein Matrose
Mein Schatz ist ein Matrose (Originaltitel: Two Girls and a Sailor) ist ein US-amerikanischer Revuefilm aus dem Jahr 1944 unter der Regie von Richard Thorpe. In den Hauptrollen agieren June Allyson und Gloria DeHaven als singende und tanzende Schwestern, die in denselben Mann, gespielt von Van Johnson, verliebt sind.

## Handlung
Die Schwestern Patsy und Jean Deyo werden sozusagen im Schoße des Theaters groß. Schon als Kinder treten sie gemeinsam mit den Eltern auf und auch als erwachsene junge Frauen zieht es sie auf die Bretter, die die Welt bedeuten. Schon früh haben sie Umgang mit berühmten Künstlern und wachsen so wie von selbst in das Metier hinein. In ihrem Wesen jedoch sind die Schwestern sehr unterschiedlich. Patsy, die nur ein Jahr älter ist als ihre Schwester, rückt Jean immer wieder den Kopf zurecht, wenn sie zu viel flirtet und sich zu unbeschwert zeigt. Jean hat sich fest vorgenommen, einmal einen reichen Mann zu heiraten. Seit neuestem erhält sie jeden Tag Orchideen von einem geheimnisvollen Bewunderer, der nur das Kürzel „Jemand“ hinterlässt. Innerhalb ihrer Wohnung haben die Schwestern eine sogenannte Kantine zu einer kleinen Bühne ausgebaut, auf der sie nach ihren Auftritten im Club für Dutzende von Matrosen und Soldaten singen und tanzen. Auch der junge Matrose Johnny Brown geht dort ein und aus. Dass es sich bei ihm um den Millionärssohn John Dyckman Brown III handelt, weiß niemand. Auch dass er der gewisse „Jemand“ ist, konnte er bisher geheim halten. Er kommt meist zusammen mit einem Sergeant Frank Miller. Frank hat sich in beide Schwestern verliebt. Patsy, die sich sehr für Johnny interessiert, muss feststellen, dass er mehr Interesse an ihrer Schwester zeigt.
Ganz in der Nähe der Wohnung der Schwestern befindet sich ein altes Lagerhaus, das Patsy und Jean liebend gern in einen Auftrittsort für ihr Programm umwandeln würden. Leider fehlt ihnen aber das Kapital. Überrascht erfahren sie von einem Mr. Nizby, dass „Jemand“ das Lager für sie gekauft hat und sogar die Renovierungskosten zahlen will. Als sie das Haus inspizieren, treffen sie auf einen alten Kollegen namens Billy Kipp, der dort heimlich lebt, nachdem seine Frau ihn mit seinem Sohn vor Jahren verlassen hat. Das Gebäude wird komplett überholt und nach Patsy und Jeans Wünschen eingerichtet. Als alles fertig ist, treten die Schwestern in einer schwungvollen Show auf, zu der natürlich auch Johnny und Frank erscheinen. Der Abend wird ein großer Erfolg. Patsy gesteht sich ihre Gefühle für Johnny ein, gibt ihnen aber nicht nach, da sie meint, er sei wohl der richtige Mann für ihre Schwester. In dieser Nacht träumt Patsy unruhig, sie werde von Johnny umworben, verliert ihn aber letztlich an Jean. Am nächsten Morgen bekommt Billy mit, wie eine Rechnung für die „Kantine“ von Mr. Nizby an John Dyckman Brown weitergeleitet wird. Nun weiß er, wer sich hinter „Jemand“ versteckt und eilt zu Patsy und Jean, um sie aufzuklären. Jean ist begeistert, dass ihr Verehrer „Jemand“ ein berühmter Millionär ist, Patsy aber sucht das Herrenhaus der Browns auf, wo sie zuerst auf den älteren John Dyckman Brown und dann auf seinen mittleren Sohn John Dyckman Brown II stößt, um ihnen Vorwürfe zu machen, dass sie mit den Gefühlen ihrer Schwester spielen würden. Von den Herren erfährt sie, dass es noch einen John Dyckman Brown III gibt und das ist „ihr“ Johnny. Patsy ist am Boden zerstört, gibt aber vor, dass sie glücklich für ihre Schwester sei. Nachdem sie gegangen ist, gesteht Johnny Vater und Großvater, dass er eigentlich Patsy liebe, aber Angst habe, Jean zu verletzen. Patsy hat inzwischen ihre Koffer gepackt und will nur noch weg. Jean wird dadurch klar, wie sehr ihre Schwester John liebt.
Billy, der Patsy auf der Bühne vertritt, kann einen großen Erfolg feiern, was seinem Selbstwertgefühl sehr gut tut. Inzwischen sind die älteren Herren Dyckman Brown eingetroffen und Großvater Dyckmann Brown gelingt es, Patsy zu einem letzten Auftritt zu überreden. Jean hat sich inzwischen vergewissert, dass Frank sie liebt, und ihm gesagt, dass auch sie seine Gefühle erwidert. Glücklich teilt sie das ihrer Schwester mit. Später sprechen Patsy und John sich aus und gestehen sich ihre Liebe. Und Billy Kipp kommt wieder mit seinem verloren geglaubten Sohn zusammen.

## Hintergrund
Die Dreharbeiten fanden in den Metro-Goldwyn-Mayer-Studios in Culver City in den USA statt. Sie begannen am 24. Dezember 1943 und dauerten bis in den Februar 1944 hinein. Premiere hatte Mein Schatz ist ein Matrose in den USA am 27. April 1944, in den Kinos lief er im Juni 1944 an. In Deutschland startete er im Jahr 1949, in Österreich 1948 unter dem Titel Zwei Mädchen und ein Matrose. In den USA firmierte er unter den Arbeitstiteln Two Sisters and a Sailor bzw. The Tale of Two Sisters.
Der Film enthält instrumentale Auszüge aus dem „Wabash Blues“ von Fred Meineken, „Tentacion de amor“ von Xavier Cugat und Fausto Curbelo sowie Cugats „The Thrill of a New Romance“ und „Mulata Rumbera“. Gracie Allen gibt Comic-Nummern zum Besten. Geboten werden auch klassische Stücke mit einem von dem britischen Dirigenten Albert Coates geführten Orchester. Laut „Hollywood Reporter“ genoss das Lied „Sweet and Lovely“ eine Wiederbelebung nach Veröffentlichung des Films. Im Film erklingt auch das Lied Liebling du machst mich so glücklich im Traum.
Sowohl für June Allyson als auch für Gloria DeHaven war es ihre jeweils erste Hauptrolle in einem Film. Virginia O’Briens Comic-Interpretation des Songs „Take it Easy“ wurde nachgedreht, nachdem die Dreharbeiten eigentlich schon abgeschlossen waren, und dem Film hinzugefügt. Bevor der Film in die Kinos kam, wurde er der Armee in einer Extravorstellung gezeigt. Ava Gardner hat einen kleinen Auftritt als Dream Girl in diesem Film, wird allerdings im Abspann nicht erwähnt.

## Synchronisation
Der Film wurde 1949 von der MPEA in Berlin synchronisiert, die Dialogregie lag bei Josef Wolf, Buch: Hans Fritz Beckmann, Josef Wolf und Ruth Schiemann-König, Schnitt: Egon Nimsee und Ton: Emil Specht. Für die deutsche Synchronisation schaltete sich Franz-Otto Krüger zwischendurch aus dem Off in die Handlung ein und erklärte den Inhalt des jeweiligen Liedes. Teils wurden die Lieder von Jimmy Durante in deutscher Sprache synchronisiert.
| Rolle                  | Darsteller     | Synchronsprecher  |
| ---------------------- | -------------- | ----------------- |
| Jean Deyo              | Gloria DeHaven | Hannelore Schroth |
| John Dyckman Brown III | Van Johnson    | Karl Meixner      |
| John Dyckman Brown II  | Henry O’Neill  | Klaus W. Krause   |
| Albert Coates          | Albert Coates  | Fritz Odemar      |
| Harry James            | Harry James    | Franz-Otto Krüger |

## Kritiken
Das Lexikon des internationalen Films kam zu dem Schluss: „Revuefilm aus der Zeit der Soldaten-Betreuung; die belanglose Handlung wird durch gelungene Tanz- und Musikeinlagen aufgewertet.“
Variety Staff urteilte sinngemäß, dass es sich um eine „schwache Geschichte mit einer dünnen Handlung“ handele, die mit „Musiknummern von Harry James und Xavier Cugat und ihren Solisten sowie Jimmy Durante und Lena Horne und dem Konzertpianisten José Iturbi aufgepeppt“ werde, aber zu lang geraten sei. June Allyson „zeige trotz der Armut des Skripts eine sehr gute Leistung ebenso wie Van Johnson.“
Bosley Crowther von der New York Times empfand den Film als „Freude und Genuss, denn unter Joe Pasternaks Autorität entwickele er auf magische Weise Charme und einen erfrischenden Überschwang.“ […] „Es handele sich um ein Zweistunden-Paket, das keine Langeweile aufkommen lasse. Knisternder Humor und Musik seien angesagt und  der Film werde von jungen und älteren Schauspielern getragen, die ihre Arbeit lieben würden.“ Hervorgehoben werden besonders die Leistungen von June Allyson und Gloria DeHaven, deren Tanz und Gesang „göttlich“ sei. Auch Van Johnson, Tom Drake, Henry Stephenson, Ben Blue und Frank Sully seien „sehr amüsant“ in ihren Rollen. Auch Harry James und seine Trompete werden gelobt und das von June Allyson gesungene Lied „Young Man With a Horn“. Zum Schluss wird Jimmy Durante hervorgehoben, der in diesem Film „einen Auftritt hinlege, der rassig, schlau und wehmütig gleichzeitig sei. Er sei eine ständige Quelle der Kraft und die Wärme seiner Persönlichkeit fülle den gesamten Film und bringe ihn zum Glühen.“

## Auszeichnungen
Auf der Oscarverleihung 1945 waren Richard Connell und Gladys Lehman für das Beste Originaldrehbuch für den Film Mein Schatz ist ein Matrose nominiert, hatten aber das Nachsehen gegenüber Lamar Trotti, der die Trophäe für den Film Wilson erhielt.